# Joachim Chaim Schwarz
Joachim Chaim Schwarz (* 7. November 1909 in Berlin; † 18. April 1992) war ein aus dem nationalsozialistischen Deutschland nach Palästina emigrierter jüdischer deutscher Schriftsteller.

## Leben und Werk
Schwarz war der Sohn eines mit seiner Familie aus Polen nach Berlin zugewanderten orthodoxen jüdischen Handwerkers. Er absolvierte bis 1929 in Berlin-Neukölln das Realgymnasium und löste sich von der religiös-observanten Position seines Elternhauses. Als 20-Jähriger nahm er die deutsche Staatsangehörigkeit an. Nach dem Abitur studierte er bis 1932 an der Berliner Universität Geschichte, Literatur und Nationalökonomie. Aus finanziellen Gründen musste er das Studium abbrechen. Er bewegte sich in Berliner linksliberalen Kreisen und veröffentlichte bereits ab 1929 journalistische Beiträge in der Vossischen Zeitung, im Berliner Tageblatt und im Simplicissimus. 1933/1934 machte er zur Vorbereitung auf die Alija eine Ausbildung zum Gärtnergehilfen. Er emigrierte 1934 aus dem NS-Staat und gelangte über Italien auf einem verschrottungsreifen italienischen Dampfer in das damals britische Mandatsgebiet Palästina. Dort wurde er Mitglied eines Kibbuz und arbeitete er als Landarbeiter. Sein säkularer Individualismus hatte zur Folge, dass er sich in Israel wie auch später in der DDR nie als wirklich zugehörig empfand. Als er in der Zeitschrift des Kibbuz bekannte, „dass wir deutschen Einwanderer nicht in dieses Land gekommen (sind), um eine jüdische Kultur aufzubauen, sondern um unser Leben zu retten“, wurde er 1935 genötigt, den Kibbuz zu verlassen. Den Lebensunterhalt sicherte er nun vor allem mit Hilfstätigkeiten als Farm- und Bauarbeiter, Glaser, Nachtwächter, Hilfspolizist und Zierfischhändler in Ramat Gan.
Schwarz trat der Hagana bei und beteiligte sich am israelischen Unabhängigkeitskampf. Die Gewalt des Krieges, vor allem die Vertreibung der palästinensischen Araber, setzten ihm jedoch zu und entfremdeten ihn dem entstehenden Gemeinwesen. „Wir hatten die friedliche Föderation gewollt, und der blutige Chauvinismus kam“, schrieb er später in „Kein Talent für Israel“.
Nachdem David Ben-Gurion sich nach dem Beginn des Zweiten Weltkriegs an die Seite Großbritanniens im Kampf gegen Nazi-Deutschland gestellt hatte, meldete Schwarz sich 1940 als Freiwilliger der Britischen Armee. Nach der Ausbildung war er bei der Eighth Army in Ägypten stationiert. Als er in seinen journalistischen Arbeiten die militärische Moral der Soldaten und deren kolonialen Habitus kritisierte, wurde er entlassen. Er ging in den Jischuv zurück und arbeitete u. a. journalistisch für Davar. Eine Artikelserie über die Hagana in der Davar führte zum Bruch mit seinem Förderer Berl Katznelson.
In Tel Aviv hatte Schwarz seine Heimat in einem kleinen Kreis deutschsprachiger Emigranten, zu dem Arnold Czempin, Luis Fürnberg, Ernst Loewy, Wolfgang Yourgrau und Arnold Zweig gehörten. Fürnberg wurde bis zu seinem Tod Schwarz’ politischer und literarischer Förderer.
Schwarz wendete sich zunehmend vom politischen Zionismus ab. In seiner Autobiografie schrieb er, dass er aus der Lage der jüdischen Arbeiter im Jischuw zu der Einsicht kam, dass „etwas mit dem Klassenfrieden im Land der Väter“ nicht stimme. Die soziale Frage werde dem nationalen Projekt geopfert.
1950 ging Schwarz aus „Begeisterung für die DDR und die Partei“ in die DDR, wo er in Berlin-Karlshorst und später in Schöneiche lebte. Als Rückkehrer aus Israel stieß er jedoch auf großes politisches Misstrauen, und seine Remigration war nur mit Hilfe Fürnbergs überhaupt möglich geworden. 1950 wurde Schwarz Kandidat der SED. Die Aufnahme als Mitglied wurde jedoch 1953 unter dem Vorwurf von „Beziehungen zu zionistischen Kreisen“, insbesondere wegen der verschwiegenen Mitgliedschaft in der Hagana und in der sozialdemokratischen Partei Mapai, abgelehnt. Der Mapai war Schwarz nur beigetreten, um seine Aussichten auf ein Ausreisevisum zu verbessern.
Ab 1956 wurde Schwarz vom MfS beobachtet, aber wohl auch als Kontaktperson erfasst.
Schwarz war bis 1955 Reporter der Täglichen Rundschau und der Berliner Zeitung. Dann arbeitete er erfolgreich als Schriftsteller, wobei er anfangs von Fürnberg gefördert wurde. Er bevorzugte das Genre des Dokumentarromans. Allein bis 1962 schrieb er sieben solcher Romane, in denen er häufig aktuelle Probleme in der Produktion kritisch schilderte. Die Bücher wurden insbesondere vom Mitteldeutschen Verlag, vom Verlag des Ministeriums für Nationale Verteidigung und vom Verlag Tribüne herausgegeben. Weitere Arbeiten erschienen in Anthologien des Schriftstellerverbands der DDR und des Kulturbunds.
1961 erhielt Schwarz für seine Reportagen und speziell den Roman Der neue Direktor (Mitteldeutscher Verlag, 1961) den Literaturpreis des FDGB. Schwarz wollte mit seinen Büchern zu einer Veränderung der Verhältnisse im Sinne einer besseren sozialistischen Gesellschaft beitragen. Der SED-Führung gingen die kritischen Schilderungen jedoch zu weit. Auf seinen Reportage-Roman aus der Charité Das gespaltene Herz (1962) hagelte es scharfe Kritik, und Schwarz wurde „Beleidigung der Arbeiterklasse“ vorgeworfen. Seine sozialistische Utopie kollidierte zunehmend mit der Realität des DDR-Sozialismus. 1970 wurde letztmalig in der DDR eine Arbeit Schwarz’ veröffentlicht. 1976 veröffentlichte er in der Bundesrepublik unter dem Pseudonym Carl Jacob Danziger den autobiografischen Roman „Die Partei hat immer recht“ (Verlag Werner Gebühr, Stuttgart), 1978 „Falscher Salut“ (Wolfgang Krüger Verlag, Frankfurt/Main) und 1980 den gleichfalls autobiografischen Roman „Kein Talent für Israel“ (Erb Verlag, Düsseldorf). Um 1986 schrieb er mit dem Pseudonym Peter Pansen unter dem Titel „Eins gleich Zwei“ ein weiteres autobiografisches Werk, das bislang unveröffentlicht blieb. Ebenfalls unveröffentlicht blieb „Das holzgeschnitzte Ich“, das er ebenfalls unter Pseudonym schrieb.
Schwarz war Mitglied des Kulturbunds und des Schriftstellerverbands der DDR. Er übergab seinen Vorlass an die Staatsbibliothek zu Berlin.

## Selbstrezeption
„Ich vertrage keine Lügen und Geschichtsfälschungen, und wenn tausendmal behauptet wird, dass sie einem guten Zwecke zuliebe in die Welt gesetzt werden.“

## Weitere Werke
- 1955: Sie blieb nicht allein. Aufzeichnungen aus einem Betrieb.
- 1957: Am Webstuhl der Zeit. Monographien und Skizzen.
- 1958: Bei unseren Soldaten. Aus dem Leben der Nationalen Volksarmee. (mit Hans Oliva)
- 1958: Revolte in Radon. (Erzählung)
- 1959: Die Rechnung geht auf. (Erzählung)
- 1960: Brigade der neuen Menschen. (Zwei Reportagen)
- 1961: Ungewöhnliche Kirmes. (Reportage)
- 1961: Irrwege. (Reportage-Roman)
- 1962: Münchhausens Ende. (Erzählung)
- 1962: Die Jubiläumsuhr. (Reportage)
- 1963: Die sechste Kolonne oder Der Henker will nicht hängen. (Literarische Dokumentation über die Flucht, die Verfolgung und den Prozess gegen Adolf Eichmann)
- 1970: Der Ritt durch die Nacht. Geschichten um Spionage und außergewöhnliche Begebenheiten.